# Чичинадзе, Николай Александрович
Николай Александрович Чичинадзе (1876—1921) — иркутский городской голова с 25 апреля 1917 по 23 января 1918 года, гласный иркутской городской думы с 18 августа 1917 по 1918 год.

## Биография
Родился в 1876 году на Кавказе. По образованию — инженер-ассистент по кафедре физической химии Женевского университета. В 1906 году эмигрировал из России. Долгое время проживал в Швейцарии, Франции и Италии. В январе 1917 года вернулся в Россию из Франции. В феврале поселился в Иркутске.
В марте 1917 года состав Иркутской городской думы был обновлён 38 гласными, введёнными от общественных организаций. 25 апреля на заседании думы был избран городским головой. 30 июля избран гласным по партийному списку социалистов-революционеров. На первом заседании новой думы, состоявшемся 18 августа, вновь избран городским головой. Вступил в должность в октябре.
В ноябре власть в Иркутске захватили большевики. 15 ноября городская дума выразила протест против этого и создала Временный комитет по охране революционного порядка, который возглавили Н. А. Чичинадзе и комиссар Временного правительства А. Н. Кругликов. Н. А. Чичинадзе также вошёл в состав Комитета защиты революции, образованного городской думой 20 ноября. 22 ноября совместно с иркутским губернским комиссаром И. А. Лавровым и губернской комиссией по земским делам оповестил население Иркутска и губернии о сохранении старой власти и неисполнении приказов и распоряжений Военно-революционного комитета — оперативного органа захвата власти, созданного на объединённом заседании Советов рабочих и Советов солдатских депутатов. 7 декабря Н. А. Чичинадзе «в целях охраны народного достояния» были переданы ключи от кладовых Государственного банка, сберегательной кассы и Государственного казначейства. 8 декабря в Иркутске развернулись бои между красногвардейцами и юнкерами.  17 декабря было заключено мирное соглашение, которое, в том числе, подписал Н. А. Чичинадзе от Комитета защиты революции. Вскоре из-за усиления позиции большевиков в городе условия соглашения были аннулированы, и в городе установилась советская власть.
23 января 1918 года сложил с себя полномочия городского головы и, скорее всего, покинул Иркутск, опасаясь репрессий со стороны большевиков.
Умер в 1921 году.